# Dahadano
Dahadano is een bestuurslaag in het regentschap Nias Utara van de provincie Noord-Sumatra, Indonesië. Dahadano telt 644 inwoners (volkstelling 2010).